# Hugenottenkirche (Erlangen)

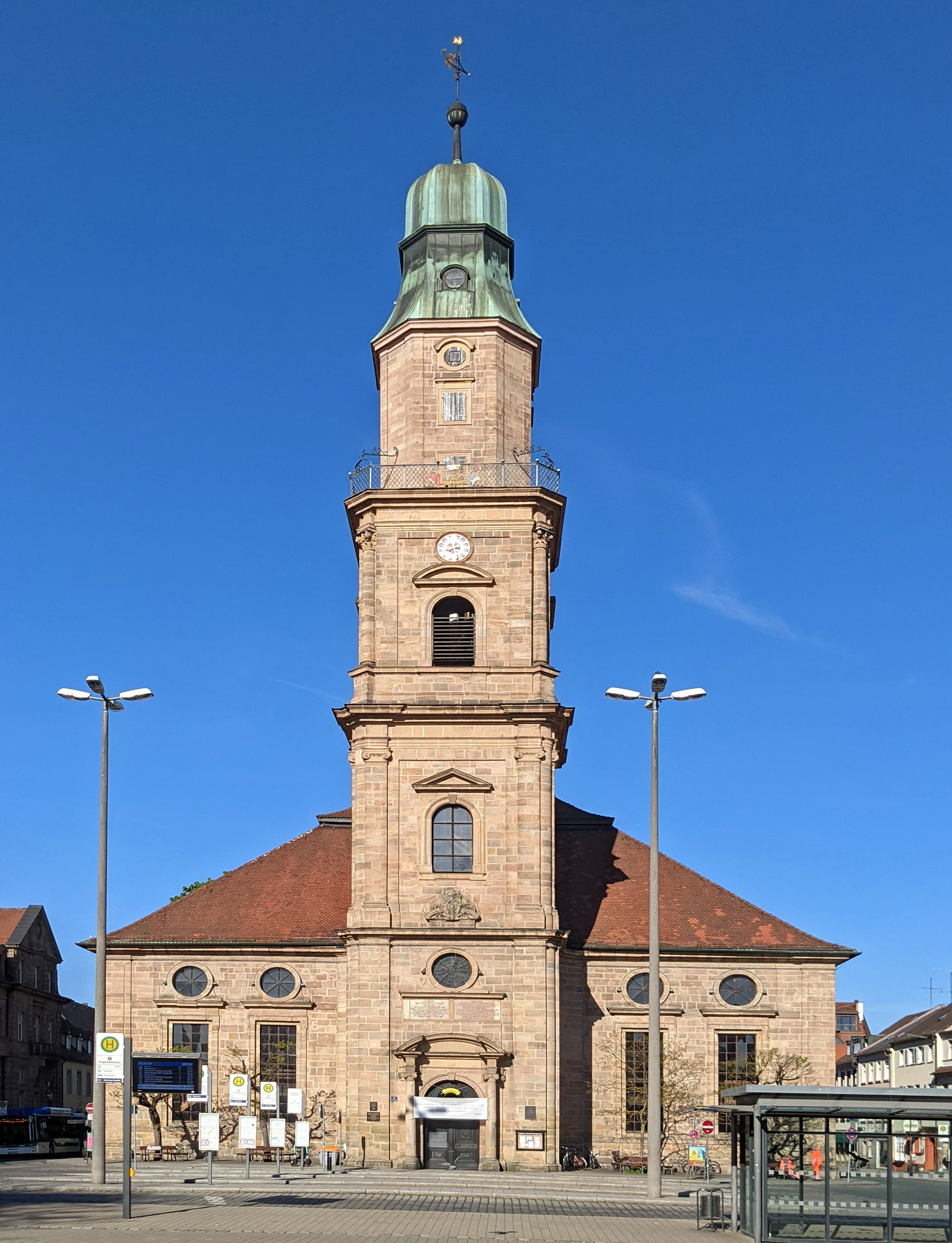
Die Evangelisch-Reformierte Kirche Erlangen am Sonntag Morgen Mai 2021

Als Hugenottenkirche wird in Erlangen die Evangelisch-reformierte Kirche bezeichnet. Sie wurde in den Jahren 1686 bis 1693 nach den Plänen von Johann Moritz Richter errichtet. Der Bau erfolgte im Zuge der Gestaltung der Erlanger Neustadt, einer barocken Planstadt. Der Turm stammt aus den Jahren 1732 bis 1736.
Die Erlanger Kirche ist das älteste noch genutzte Gotteshaus der Hugenotten außerhalb Frankreichs. Außerdem ist die Evangelisch-reformierte Kirche das wohl bedeutendste Kirchengebäude Erlangens, das älteste Gebäude der Erlanger Neustadt und nach der Martinsbühler Kirche die zweitälteste Kirche Erlangens. Die Neustädter Kirche wurde erst 1703 gegründet und die ursprüngliche Altstädter Marienkirche wurde 1706 beim großen Brand zerstört und erst 1721 als Dreifaltigkeitskirche wiedererrichtet. Sie hieß zur Unterscheidung von der Deutsch-reformierten Kirche bis zur Vereinigung der beiden Kirchengemeinden im Jahr 1922 Französisch-reformierte Kirche. 1936 wurde anlässlich des 250-jährigen Jubiläums der Ankunft französischer Glaubensflüchtlinge von Außen an die Kirchengemeinde herangetragen, sie doch analog zur Umbenennung des Platzes in Hugenottenplatz nun Hugenottenkirche zu nennen. Dies wurde vom Presbyterium abgelehnt, da die Kirchengemeinde ja nicht nur ursprünglich französische (hugenottische) Gemeindeglieder hatte, sondern auch aus der Pfalz, der Schweiz, den Niederlanden und Waldenser.

## Lage und Umgebung
Die Evangelisch-reformierte Kirche liegt in Erlangens Neustadt, nur wenige Schritte vom Bahnhof entfernt, am Hugenottenplatz. Dieser bildet den kleineren der beiden ursprünglichen Plätze der Neustadt. Durch seinen rechteckigen Grundriss fügt sich das Gotteshaus gut in das Rastersystem der Planstadt ein.
Zum Grundstück der Evangelisch-reformierten Kirchengemeinde gehört neben der Kirche auch ein reich begrünter Innenhof westlich der Kirche, der nördlich zur Richard-Wagner-Straße und südlich zur Calvinstraße hin durch eine Mauer aus Sandsteinquadern abgeschlossen ist. Den Abschluss zum Bahnhofplatz hin bildet eine Häuserzeile (Bahnhofplatz 2 und Bahnhofplatz 3), die nördlich Gemeinderäume und südlich das Pfarrhaus beherbergt. In früherer Zeit waren hier auch die Pfarrwohnung, das reformierte Convict zur Beherbergung reformierter Studenten am mittlerweile aufgelösten reformierten Lehrstuhl und zeitweise auch das Moderamen der Evangelisch-reformierten Kirche in Bayern untergebracht. Die beiden barocken Walmdach-Eckbauten wurden 1723 erbaut und 1750 um ein Geschoss aufgestockt. Letzteres äußert sich unter anderem dadurch, dass das Erdgeschoss jeweils Außenmauern aus Sandsteinquadern besitzt, während die Obergeschosse verputzt sind. Im Dachgeschoss befinden sich jeweils drei kleine Gauben mit abgewalmtem Dach sowie ein Zwerchhaus in der Portalachse.

## Geschichte

### Vorgeschichte
Nachdem den calvinistischen Protestanten (auch als Hugenotten bezeichnet) durch König Heinrich IV. von Frankreich im Edikt von Nantes 1598 die Ausübung ihrer Religion zugesichert worden war, erließ König Ludwig XIV. am 18. Oktober 1685 das Edikt von Fontainebleau. Damit verwies er calvinistische Geistliche des Landes und untersagte gleichzeitig die Ausübung des protestantischen Glaubens. Noch im gleichen Jahr verließen deshalb rund 500.000 Protestanten Frankreich als Glaubensflüchtlinge. Ihre Wege führten sie in erster Linie in die östlich an Frankreich angrenzenden Staaten, vor allem in die Schweiz und in die Mark Brandenburg, wo Kurfürst Friedrich Wilhelm ihnen die Ansiedlung ermöglichte. Auf dem Weg dorthin durchquerten viele von ihnen das Fürstentum Bayreuth, wo seinerzeit Markgraf Christian Ernst, ein Verwandter des Kurfürsten, herrschte. Auch er ermöglichte durch ein Edikt im November 1685 die Ansiedlung von Hugenotten.

### Gründung der Erlanger Neustadt und Bau der Hugenottenkirche

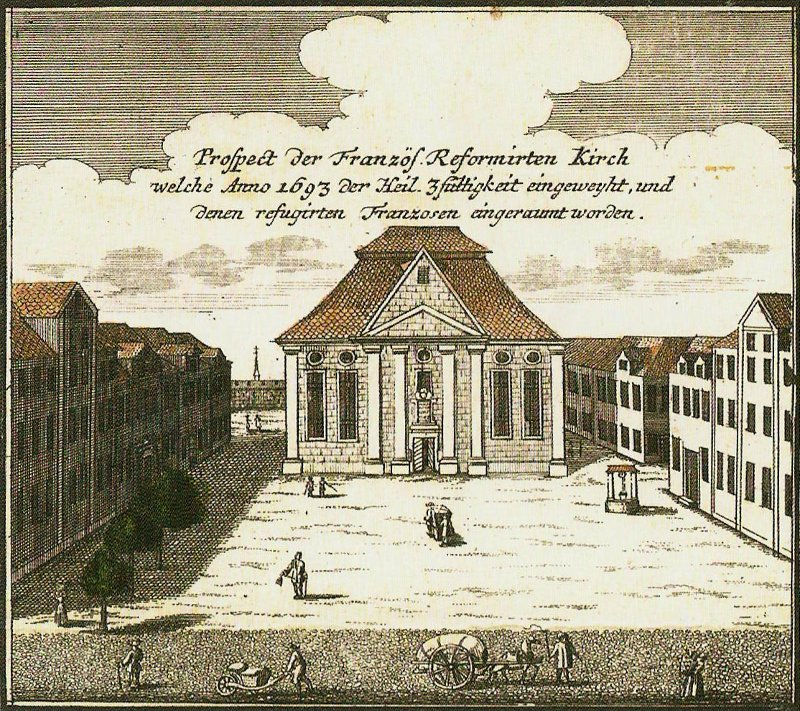
Die „französisch-reformierte“ Kirche ohne den später angebauten Turm (Ansicht aus dem Homannschen Stadtplan von 1721)

So kamen in die Kleinstadt Erlangen, einer mittelalterlichen Stadt mit etwa 300 bis 500 Einwohnern, beinahe über Nacht rund 1500 Hugenotten. Zunächst wurden diese notdürftig in den vorhandenen Häusern und in benachbarten Gehöften einquartiert – sehr zum Unmut der alteingesessenen Bevölkerung. Deshalb und weil man die Hugenotten aufgrund ihrer Finanzstärke sowie ihrer wirtschaftlichen Fähigkeiten unbedingt im Land halten wollte, wurde ab 1686 südlich der Erlanger Altstadt eine neue Stadt für die Hugenotten errichtet, die Erlanger Neustadt. Die Gründung einer neuen Stadt und der Bau einer Kirche waren den Hugenotten in einem Vertrag zugesichert worden. Die Planung dieser Stadt oblag dem markgräflichen Oberbaumeister Johann Moritz Richter, der sie als barocke Planstadt anlegte. Zu Ehren des Regenten lautete deren offizieller Name bis zum Anfang des 19. Jahrhunderts Christian-Erlang.
Bereits rund zwei Monate nach der Ankunft der ersten Flüchtlinge wurde am 14. Juli 1686 der Grundstein für die neue Kirche gelegt. Markgraf Christian Ernst übernahm die Finanzierung und stellte Soldaten für die Bauarbeiten zur Verfügung. Dies sollte den Neuankömmlingen zeigen, dass es ihm mit ihrer Ansiedlung ernst war und er ihnen langfristig eine neue Heimat bieten wollte. Der Kirchenbau war von Anfang an Teil der städtebaulichen Planung der Erlanger Neustadt. Da aber große Unsicherheit über die Zahl der zu erwartenden Neubürger bestand, wurde der Bauplan während der Arbeiten mehrmals geändert. Am 26. Februar 1693 konnte die Kirche, schließlich doch in einer großzügigeren Variante ausgeführt, eingeweiht werden.

### Weitere Geschichte
Mit dem Bau des Turmes, der mit denen der Altstädter und der Neustädter Kirche korrespondiert, wurde erst 39 Jahre später begonnen. Die Finanzierung übernahm diesmal die Gemeinde selbst. Unter anderem wurden die Gelder eines Kollektenpatents des Markgrafen zur Unterstützung des Gemeindeaufbaus und von ärmeren Gemeindegliedern mit dessen Billigung zweckentfremdet. Dieses erlaubte das Sammeln von Spenden außerhalb der Kirchengemeinde und außerhalb des Markgraftums. Nach vier Jahren war der Turmbau 1736 abgeschlossen. Da der Turm der Neustädter Kirche aus finanziellen Gründen erst im 19. Jahrhundert vollendet wurde, und der Turm der deutsch-reformierten Kirche nie die geplante Höhe erreichte, war der Turm der Französisch-reformierten Kirche lange Zeit der einzige richtige Kirchturm der Erlanger Neustadt.
Von 1755 bis 1764 wurde die bis heute bestehende Orgel erbaut. Sie erhielt ihren Platz oberhalb des Hauptportals in der vormals markgräflichen Loge, die daraufhin auf die Südseite verlegt wurde.
Nachdem man bereits 1740 die zweisprachige Administration der Hugenottenstadt aufgegeben hatte, wurden die Gottesdienste in der Französisch-reformierten Kirche noch bis 1822 in französischer Sprache gehalten. Seither gibt es nur noch deutschsprachige Gottesdienste.

## Architektur
Bis auf die steinernen Außenmauern und den gemauerten Turm ist die Kirche eine Holzkirche. Das gesamte Dach, die Empore und die Kuppel im Inneren ruhen nur auf den Außenmauern, dem Dachstuhl und zwölf hölzernen Säulen.
2022 und 2023 wurde die Kirche befundet, um festzustellen, inwieweit das Dach, der Turm, die Kuppel und die Kirche als Ganzes renoviert bzw. saniert werden müssen. Dabei wurden deutliche Abnutzungserscheinungen und Verformungen insbesondere am fast 340 Jahre alten Dachstuhl und am Tragwerk festgestellt. Die Instandsetzung wurde im Herbst 2024 begonnen und soll in mehreren Abschnitten erfolgen. Seit Frühjahr 2025 ist die Kirche eingerüstet. Der gesamte Bau wird voraussichtlich bis 2027 dauern.

### Außenbau
Das Kirchengebäude, eine sogenannte Saalkirche in der Bauform einer Querkirche, besitzt einen einfachen, rechteckigen Grundriss ohne Chor. Ungewöhnlich ist dabei, dass die Querachse (Nord-Süd-Richtung) länger ist als die „Längsachse“ (Ost-West-Richtung). Hochrechteckige Fenster mit geohrten Rahmen, Fries und Gesims sowie darüber befindliche Rundfenster lassen viel Licht in den Innenraum der Kirche. In der Mitte der Nord-, West- und Südfassade befindet sich anstelle der sonst verwendeten Fensteranordnung lediglich ein großes, hochovales Fenster. Das mächtige, einmal abgesetzte Walmdach überragte zur Erbauungszeit alle anderen Gebäude der Stadt. Ungewöhnlich ist die Ausrichtung des Presbyteriums gen Westen, die dem Primat der städtebaulichen Vorgaben innerhalb der Planstadt geschuldet ist, aber auch gezielt so angeordnet wurde, da man eben klar keinen nach Osten gerichteten Altar schaffen wollte, wie unter Querkirche beschrieben. Eingänge in den Kirchenraum gibt es von allen Seiten, das Hauptportal liegt auf der Ostseite im Turmerdgeschoss.

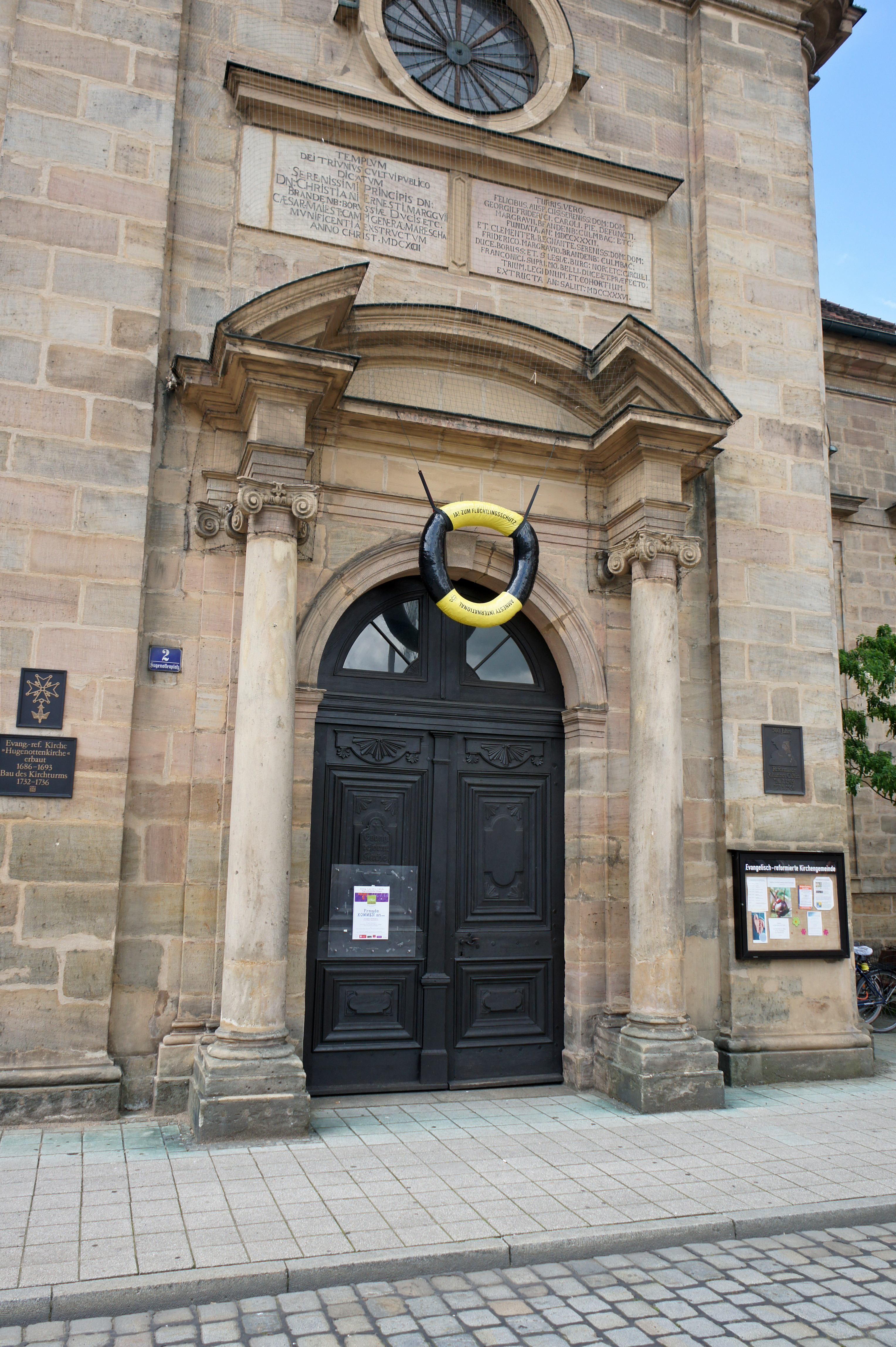
Eingangsportal mit Rettungsring für Flüchtlinge (2016)

Darüber befinden sich zwei Steintafeln mit lateinischen Inschriften. Die linke Tafel erinnert an die Fertigstellung der Kirche im Jahr 1692. Die Inschrift lautet:
| TEMPLVM DEI TRIVNIVS CVLTVI PVBLICO DICATVM SERENISSIMI PRINCIPIS DN: DN:CHRISTIANI ERNESTI MARGGVII BRANDENB:BORUSSIAE DVCIS ETC. CAESAR.MAIEST:CAMPI GENERALMARESCHA(L) MVNIFICENTIA EXSTRVCTVM ANNO CHRIST.MDCXCII | Die Kirche, die der öffentlichen Verehrung des dreieinigen Gottes geweiht ist, wurde durch die Freigebigkeit des durchlauchtigsten Herren Fürst des Herren Christian Ernst, Markgraf von Brandenburg, Herzog von Preußen usw. Generalfeldmarschall der kaiserlichen Majestät im Jahr Christus 1692 errichtet. |

Die rechte ist dem Bau und der Fertigstellung des Turmes im Jahr 1736 gewidmet. Bei der Wiedergabe der Inschrift sind die Buchstaben, die bei einer Restaurierung verloren gegangen sind, in Klammern angezeigt:
| TURRIS.VERO. FELICIBUS.AUSP(I)CIIS.SERENISS:DOM:DOM GEORGII.FRIDERICI.CAROLI.PIE.DEFUNCTI. MARGRAVII.BRANDENB:CULMBAC:ETC: FUNDATA.AN:MDCCXXXII. ET.CLEMENTER.REGNANTE.SERENISS:DOM:DOM: FRIDERICO.MARGRAVIO.BRANDENB:CULMBAC: DUCE.BORUSS:ET.S(I)LESIAE.BURG:NOR:ETC:CIRCULI. FRANCONICI.SUPR(E)MO.BELLI.DUCE.ET.PRAEFECTO. TRIUM.LEGI(O)NUM.ET.COHORTIUM. EXTRUCTA AN:SALUT:MDCCXXXVI. | Der Turm aber wurde unter der glücklichen Herrschaft des durchlauchtigsten Herrn, des Herrn Georg Friedrich Karl, der in Frömmigkeit verschieden ist, des Markgrafen von Brandenburg, Kulmbach usw. im Jahre 1732 begonnen und unter der milden Herrschaft des durchlauchtigsten Herrn, des Herrn Friedrich, Markgraf von Brandenburg, Kulmbach Herzog von Preußen und Schlesien, Burggraf von Nürnberg usw. höchsten Kriegsführers und Kommandanten dreier Legionen und Kohorten des fränkischen (Reichs-)Kreises i. J. d. Heils 1736 vollendet. |

### Turm
In der Mitte der Ostseite befindet sich ein vorgesetzter Turm, der – wie die Türme der andere beiden Innenstadtkirchen – viergeschossig gegliedert ist. Da der Turm zur Platzseite hin liegt, befindet sich in seinem Erdgeschoss das Hauptportal. Dieses schließt an der Oberseite rundbogig ab, wird von zwei ionische Säulen flankiert und von einem segmentbogigen Giebel überspannt. Darüber sind – unterhalb rund eines Rundfensters – die beiden oben beschriebenen zwei Steintafeln zu sehen. Mittels eines Gesimses, das mit dem oberen Ende der Umfassungsmauern abschließt, geht der Turm in das zweite Geschoss über. Dieses besitzt wie das Erdgeschoss abgerundete Ecken. Allseitige Rundbogenfenster, die jeweils von einem Dreiecksgiebel bekrönt sind, werden von ionischen Pilastern begleitet, die ein leicht profiliertes Gebälk unterhalb des nächsten Gesimses tragen.
Letzteres vermittelt den Übergang zum dritten Geschoss, das zu jeder Seite hin über eine Klangarkade und eine in den französischen Landesfarben blau-weiß-rot gehaltene Uhr. Die ausgekehlten Ecken des dritten Geschosses nehmen korinthische Säulen auf, die wiederum ein leicht profiliertes Gebälk tragen. Da das vierte Geschoss gegenüber dem Unterbau deutlich verjüngt ist, ergibt sich am Übergang eine umlaufende Galerie, die von einem kunstvoll verzierten, schmiedeeisernen Geländer umgeben ist. Der oktogonale Oberbau beherbergt eine zweigeschossige Türmerwohnung. Darüber erhebt sich eine sogenannte Welschen Haube. Den oberen Abschluss bildet die auf den Turmknauf aufgesetzte Wetterfahne, die eine goldene Taube mit Ölzweig im Schnabel darstellt. Der Turm besitzt eine Höhe von rund 52 Meter und ist damit geringfügig niedriger als die Türme der beiden anderen Innenstadtkirchen.

### Innenraum

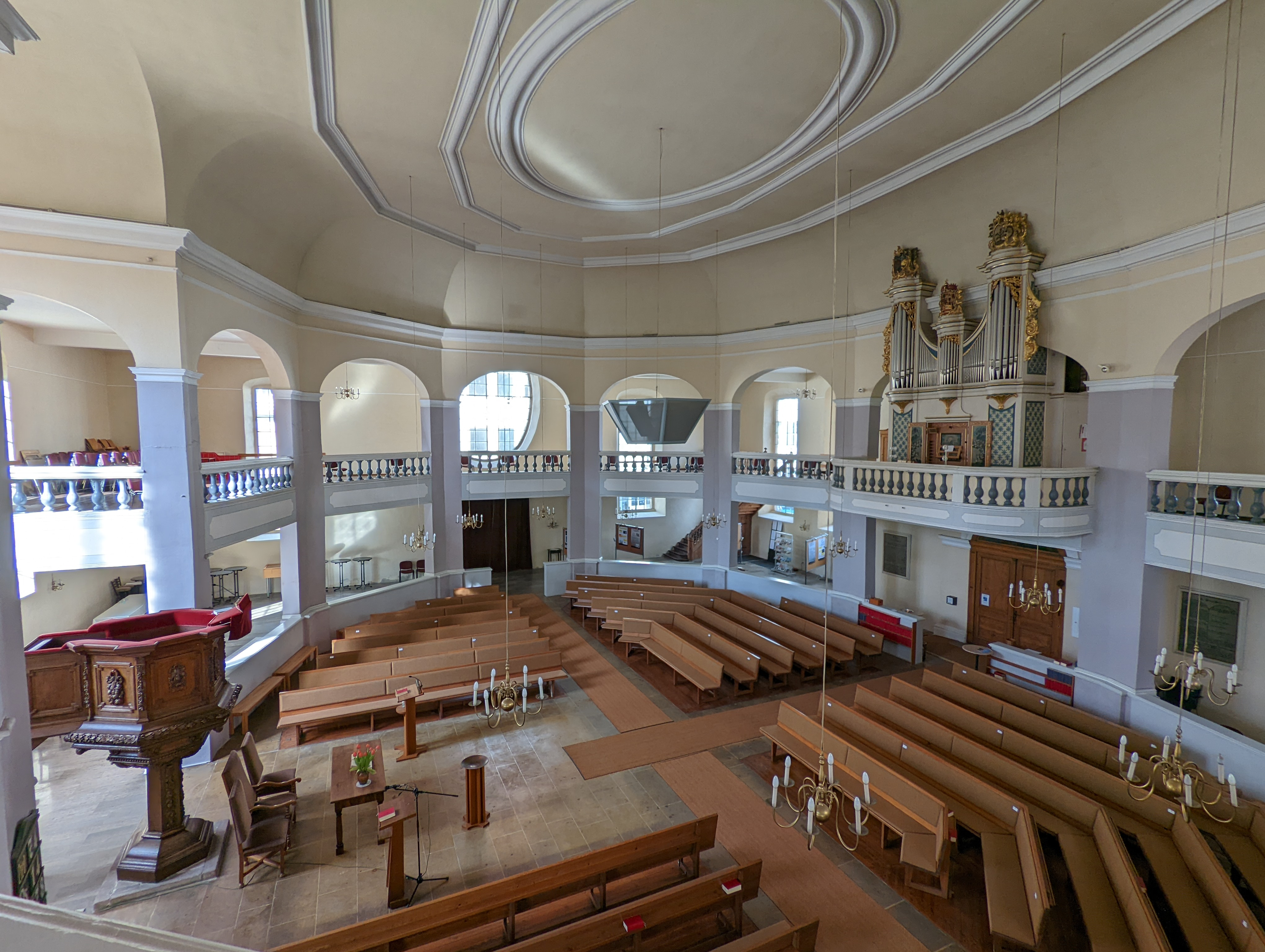
Innenraum der Evangelisch-Reformierten Kirche Erlangen inkl. Kanzel, Orgel, Abendmahlstisch (2022)

Der Innenraum der Reformierten Kirche, ein querrechteckiger Saal, wird von zwölf hölzernen, gewinkelten Eckpfeilern geprägt, die als Symbol für die zwölf Apostel angesehen werden können. Diese tragen das schlichte, aus Kostengründen niemals stuckierte Muldengewölbe sowie eine Arkadenreihe, die auf halber Höhe eine umlaufende, nur bei der Kanzel unterbrochene Empore besitzt. Diese ist in ihren Abmessungen sehr großzügig gestaltet und wird durch eine Balustrade begrenzt. Die Kanzel, die die Form eines Abendmahlskelches aufweist, steht zentral, um die hohe Bedeutung der Predigt im reformierten Gottesdienst zu unterstreichen. Vor der Kanzel befinden sich der Abendmahlstisch und ein Taufbecken. Die Bänke der Gemeinde, innerhalb des von der Arkadenreihe gebildeten Zwölfecks angeordnet, sind von drei Seiten auf die Kanzel ausgerichtet. Auf der Empore gegenüber der Kanzel, also unmittelbar oberhalb des Hauptportals, befindet sich die Orgel. Entsprechend der calvinistischen Tradition, die sich streng dem Bilderverbot aus dem Alten Testament verpflichtet fühlt, ist der Innenraum schlicht gestaltet.

### Renovierung
Im Rahmen der Renovierungsarbeiten an der Kirche ab 2024 werden die Bänke durch herausnehmbare Stühle ersetzt. Die Gasheizung weicht einer Wärmepumpe. An der Südseite entstehen in der Empore zwei durch Glaswände abtrennbare Räume.
Diese und die gesamte Empore werden mit einem Fahrstuhl hinter der Orgel auch für Rollstuhlfahrer erreichbar sein.
In der Nordwest-Ecke des Kirchraums ist eine auch behindertengerechte Toilette und eine kleine Teeküche geplant.
Der grundsätzliche Aufbau im Inneren – Kirchraum im Innenrund, der aber auch für Konzerte und Theater genutzt werden kann – bleibt erhalten. Gleichzeitig wird der Versuch unternommen, die Kirche zu erneuern – zu reformieren – ohne historische Wurzeln zu vergessen.

## Ausstattung

### Orgel
Die Orgel der Evangelisch-reformierten Kirche Erlangen wurde von 1755 bis 1764 durch den Orgelbauer Johann Nikolaus Ritter aus Hof, einen Schüler des berühmten Gottfried Silbermann, zusammen mit seinem Gesellen Friedrich Heidenreich errichtet. Sie ist weitgehend im Originalzustand erhalten und darf damit laut Franz Krautwurst als „bedeutendste Denkmalorgel Mittelfrankens“ bezeichnet werden. Außerdem ist das Spielwerk das einzige von Johann Nikolaus Ritter, das bis heute erhalten ist. Die Finanzierung der rund 2700 Gulden teuren Orgel erfolgte durch die Gemeinde, die dabei wesentlich (mit 2000 Gulden) durch den Kaufmann Abraham Merchand unterstützt wurde. Das Instrument wurde zuletzt in den Jahren 1986, 2006, 2010, und 2021 – jeweils von Johannes Rohlf – restauriert. Dabei erhielt sie schrittweise wieder den originalen Klang einer Barockorgel des 18. Jahrhunderts zurück.
Der dreiteilige Prospekt der Orgel stammt aus deren Entstehungszeit und ist dementsprechend im Barockstil ausgeführt. Über jedem der drei „Türmchen“ befindet sich in einer Kartusche ein Wappen. Das rein mechanische Schleifladen-Instrument verfügt über ein Manualwerk, das mittels einer Ventilkoppel mit dem Pedalwerk verbunden ist. Insgesamt besitzt es 15 Register. Klanglich sind vor allem die Silbermannschen „donnernden Bässe“ des Pedals auffällig. Die Disposition lautet wie folgt:
| Manualwerk C– |           |    |
| 1.            | Prinzipal | 8′ |
| 2.            | Bourdon   | 8′ |
| 3.            | Quintatön | 8′ |
| 4.            | Octav     | 4′ |

| (Fortsetzung) |              |             |
| 5.            | Kleingedeckt | 4′          |
| 6.            | Nassat I-II  | 3′ + 1 3⁄5′ |
| 7.            | Quinta       | 3′          |
| 8.            | Superoctava  | 2′          |

| (Fortsetzung) |           |        |
| 9.            | Terz      | 1 3⁄5′ |
| 10.           | Flageolet | 1′     |
| 11.           | Mixtur IV |        |
| 12.           | Trompete  | 8′     |

| Pedal C– |               |     |
| 13.      | Subbass       | 16′ |
| 14.      | Principalbass | 8′  |
| 15.      | Posaunenbass  | 16′ |

### Glocken
Die Evangelisch-reformierte Kirche Erlangen besitzt ein dreistimmiges Geläut mit der Tonfolge fis1–h1–cis2.
Die tontiefste Glocke (Schlagton fis1), die für den Viertelstundenschlag verwendet wird, wurde bereits im Jahr 1702 von Johann Balthasar Herold in Nürnberg gegossen. Vor der Fertigstellung des Turmes hing diese Glocke über der Eingangstür der Hugenottenkirche. Die Zwölf-Uhr-Glocke mit dem Schlagton h1 ist die größte Glocke der Hugenottenkirche. Sie wurde 1734 von Johann Adam Roth aus Würzburg gegossen und in den neu erbauten Turm aufgezogen. Die französische Inschrift lautet übersetzt: Abraham Marchand hat diese Glocke auf eigene Kosten für den Gottesdienst und zu Ehren der französischen Kolonie in Christian Erlang gießen lassen. Ihr Klang geht durch alle Länder und bis ans Ende der Welt. Dieses klingende Erz gehört zu den glücklichen Gaben, die um den Preis der Barmherzigkeit zu haben sind. Diese beiden Glocken wurden während des Zweiten Weltkrieges eingezogen, um eingeschmolzen zu werden. Im Jahr 1947 wurde sie jedoch vom Ausschuss für die Rückführung der Glocken auf dem Hamburger Glockenfriedhof identifiziert und nach Erlangen zurückgeführt.
Die kleinste, rund 260 Kilogramm schwere Glocke (Schlagton cis2) wurde 1938 von Franz Schilling Söhne aus Apolda hergestellt. Sie wurde von dem Ehepaar Arthur und Ella Schneider gestiftet und soll das unreine Geläut der beiden größeren Glocken verbessern. Ihre Inschrift lautet schlicht: Ehre sei Gott in der Höhe.

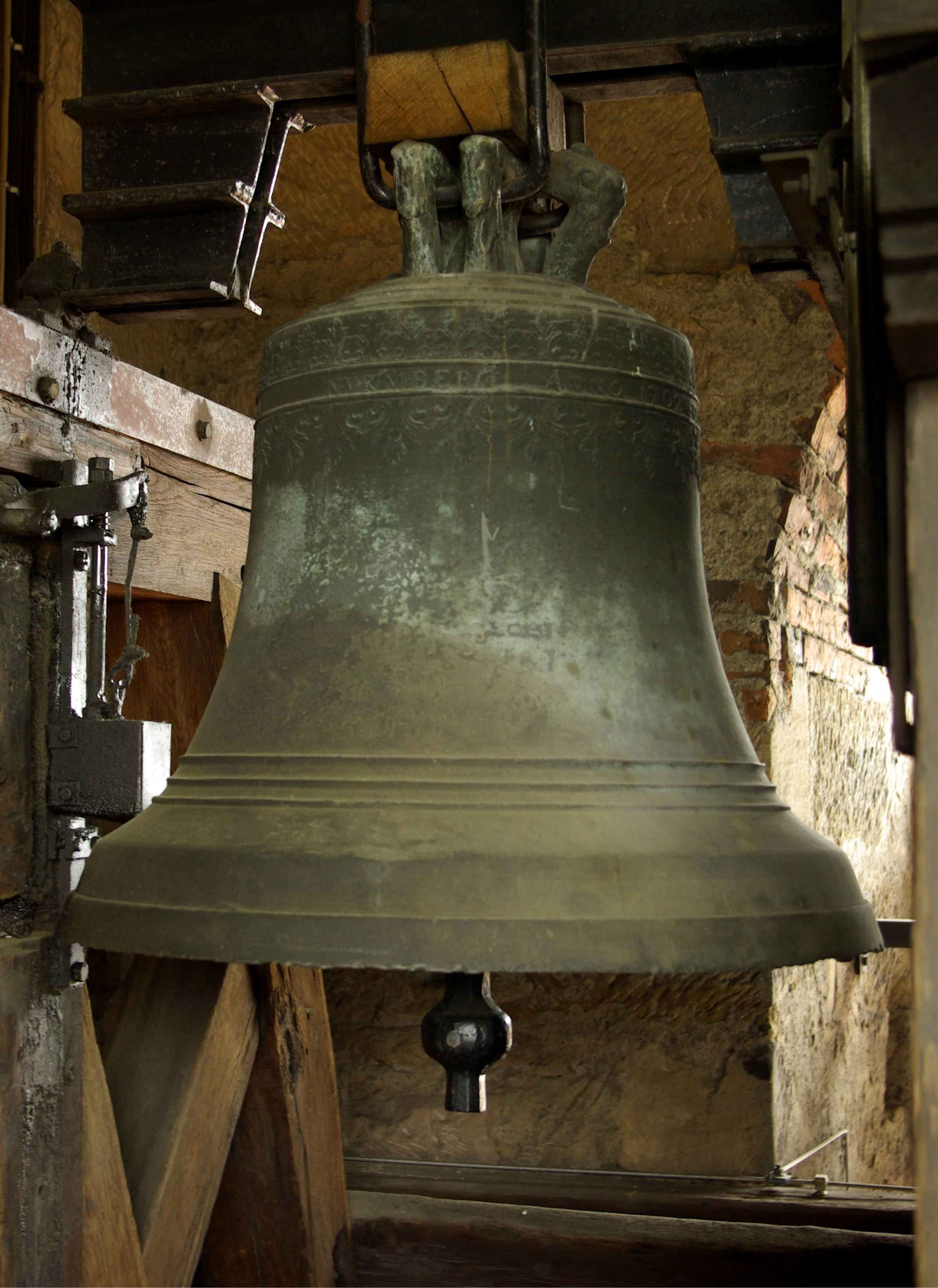
Glocke 1 (fis1)
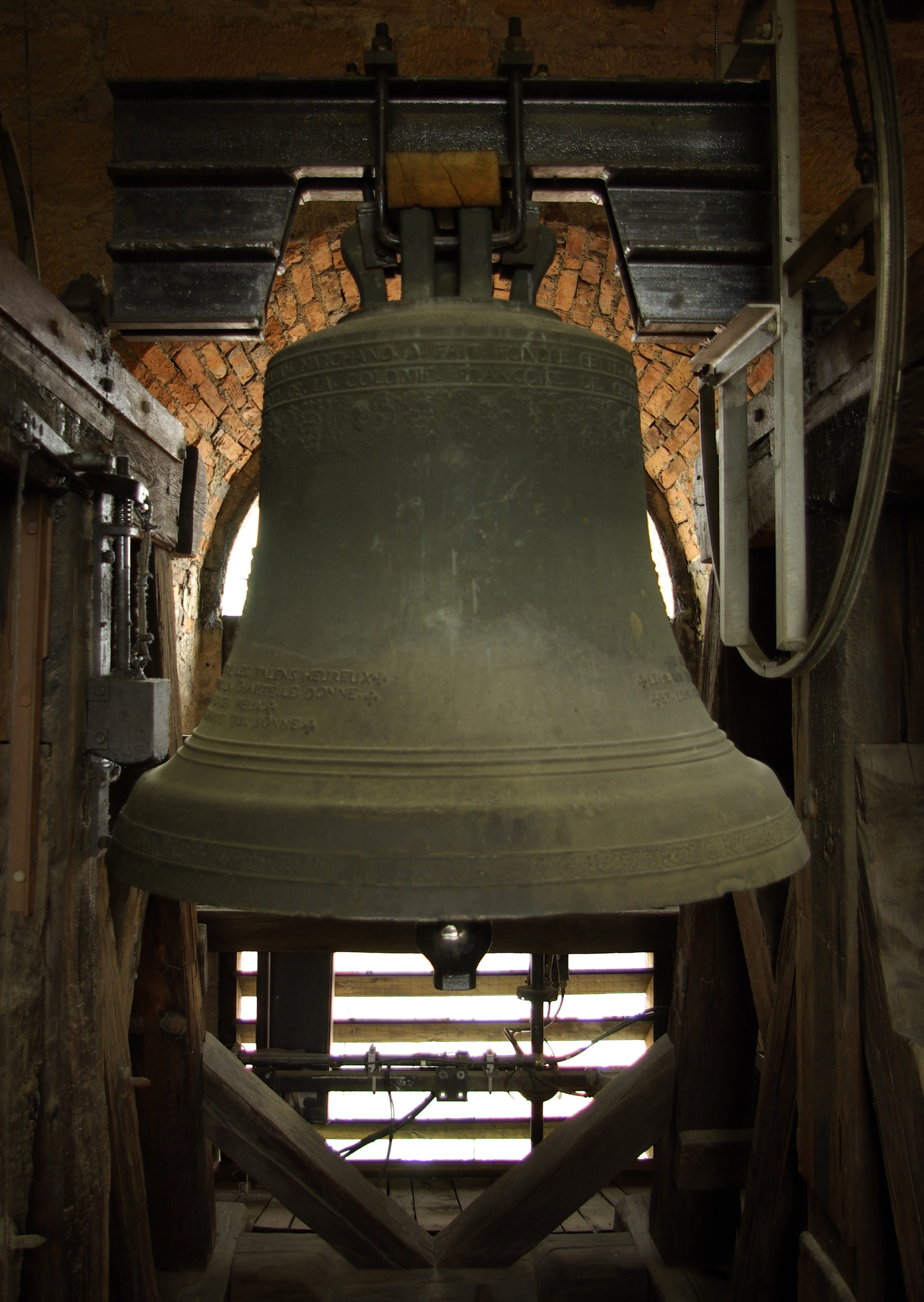
Glocke 2 (h1)
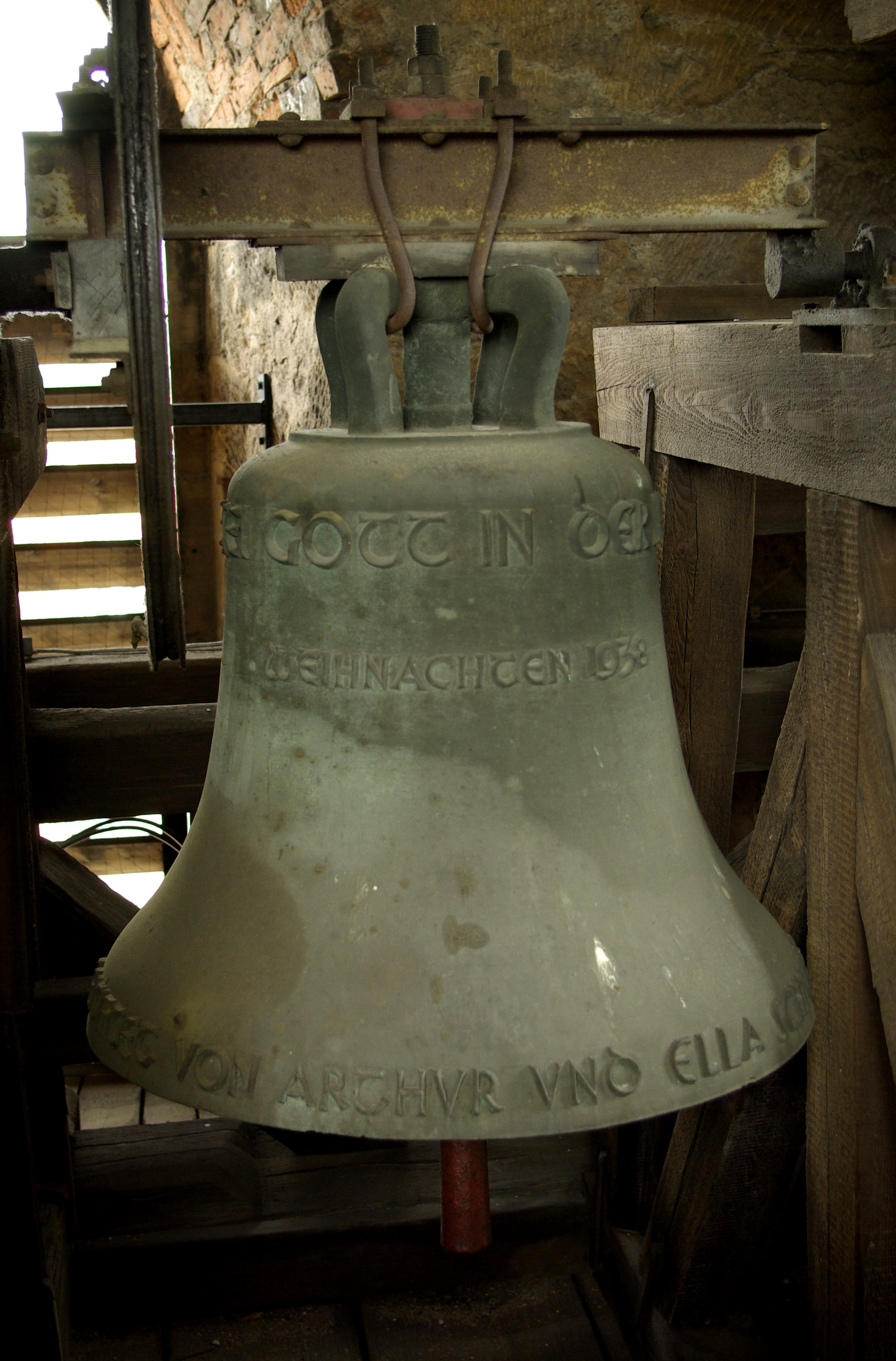
Glocke 3 (cis2)